# Grote-Brogel
Grote-Brogel est une section de la ville belge de Peer située en Région flamande dans la province de Limbourg. C'était une commune à part entière avant la fusion des communes de 1977.
Le village est situé à 23 kilomètres à l'ouest de Maaseik.

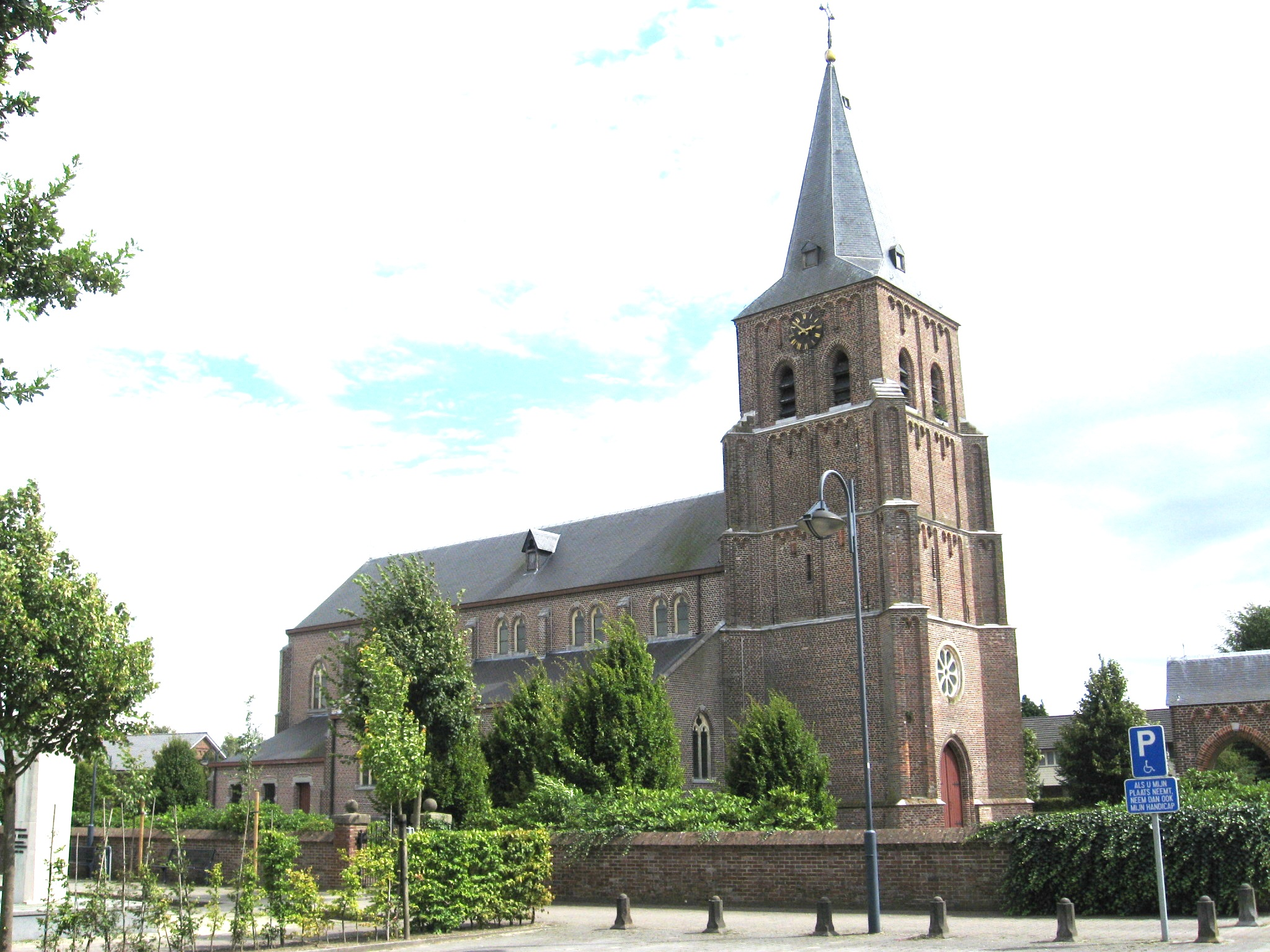
Église Saint-Trudon

## Évolution démographique
- Sources: INS, www.limburg.be et Ville de Peer